# John Phillips (pirata)
John Phillips (Bristol, XVII secolo – Nuova Scozia, 18 aprile 1724) è stato un pirata inglese.

## Biografia

### I primi anni
Phillips era carpentiere su una nave commerciale. Mentre era in viaggio tra l'Inghilterra e Terranova, la sua nave venne catturata il 19 aprile 1721 dal pirata Thomas Anstis. Phillips fu costretto con la forza a sottoscrivere il contratto di pirateria dal momento che le sue conoscenze di artigiano esperto erano particolarmente richieste a bordo delle navi pirata dell'epoca. Phillips ad ogni modo si adattò molto presto alla vita militare e servì Anstis come suo carpentiere per il periodo di un anno.
Nell'aprile del 1722, Anstis inviò Phillips e altri all'isola di Tobago per carenare una fregata da poco catturata dal gruppo. Giunse sul posto una nave da guerra inglese, il che costrinse Anstis ad andarsene per non incorrere in uno scontro diretto, abbandonando a riva Phillips e diversi suoi compagni di viaggio. Phillips evitò la cattura nascondendosi nella fitta boscaglia locale, facendo poi ritorno a Bristol, in Inghilterra, assieme ad altri pirati che come lui erano stati abbandonati, rinunciando inoltre alla pirateria per qualche tempo.

### Capitano
Alcuni dei compagni di viaggio di Phillips vennero ad ogni modo arrestati ed imprigionati poco dopo il loro arrivo a Bristol, il che spinse Phillips a riprendere la via del mare in direzione di Terranova. Qui, riuscì a rubare una nave e riprese ad esercitare la pirateria. Il 29 agosto 1723, con solo quattro uomini di ciurma, Phillips riuscì a catturare uno schooner appartenente a William Minott presso il Petty Harbour, rinominandolo Revenge ed imbarcandosi in mare. La ciurma di Phillips era composta da John Nutt (nocchiero), James Sparks (cannoniere), Thomas Fern (carpentiere) e William White (sarto). I quattro si accordarono per stendere un regolamento di bordo che, all'avanguardia rispetto ai tempi, ad esempio prevedeva la pena di morte nel caso in cui un marinaio a bordo fosse stato accusato a ragion veduta di stupro.
Phillips salpò per le Indie occidentali, catturando diversi pescherecci. A bordo di uno di questi si trovava anche John Rose Archer, già marinaio della ciurma del noto pirata Barbanera; Archer si unì al gruppo di Phillips e venne eletto quartiermastro. Il 5 settembre, Phillips catturò anche John Fillmore, bisnonno del futuro presidente statunitense Millard Fillmore, a bordo dello sloop Dolphin, e lo costrinse ad aderire alla sua ciurma. Con questi nuovi acquisti, la ciurma della Revenge aumentò a 11 membri. Precedendo verso i Caraibi, Phillips ed i suoi uomini diedero la caccia a nuovi mercantili presso le Barbados per tre mesi ma con scarsi risultati sin quando non raggiunsero alcuni vascelli inglesi. Il gruppo si spostò verso l'isola di Tobago dove Phillips si pose alla ricerca di altri ex-marinai abbandonati da Anstis, ed effettivamente vi trovò solo quattro sopravvissuti, tra i quali uno schiavo di colore di nome Pedro. Phillips carenò la Revenge e prese gli uomini a bordo con sé.
La Revenge catturò un altro vascello appena lasciata Tobago, ma il carpentiere Thomas Fern, incaricato della gestione del bottino, tentò di fuggire col vascello appena conquistato. La Revenge raggiunse Fern e lo catturò. Fern e uno dei cospiratori tentarono di fuggire in quello stesso inverno e Phillips li uccise entrambi. Charles Johnson descrisse queste morti come "conseguenti del contratto firmato", ovvero giuste secondo la pena prevista per coloro che tentavano di tradire la ciurma.
Poco a nord di Tobago, nel marzo del 1723, Phillips catturò altre due navi, uccidendo un capitano di nome Robert Mortimer quando quest'ultimo tentò di attaccare i pirati per riprendere il controllo del suo vascello. I pirati continuarono a viaggiare verso nord giungendo a Cape Sable il 1º aprile 1723. Qui Phillips razziò una serie di pescherecci del New England che erano impegnati nella tratta tra Cape Sable e Sable Island. I suoi uomini catturarono in tutto 13 vascelli in pochi giorni. Uno dei vascelli apparteneva a William Minott, proprietario originario della Revenge, e venne risparmiato perché, come ebbe a direlo stesso Phillips, "gli abbiamo arrecato già abbastanza danno."

### Gli ultimi anni
L'ultima di queste catture avvenne in Nuova Scozia ai danni di uno sloop comandato da Andrew Harradine. Quest'ultimo però, fatto prigioniero a bordo della nave di Philips, cospirò con altri marinai e pianificò un ammutinamento e l'uccisione del capitano. Harradine ed i suoi alleati assalirono il comando della Revenge il 18 aprile, uccidendo Phillips, il suo nocchiero ed il suo cannoniere. Archer venne risparmiato temporaneamente, ma morì poi con altri tre pirati a Boston il 2 giugno 1724.
Phillips era durato in tutto come capitano pirata meno di otto mesi ma in questo pur breve periodo riuscì a catturare ben 34 navi.

## Nella storia
Phillips fu essenzialmente un criminale di secondo piano se comparato ad altri famosi capitani pirati del suo tempo; al comando di un piccolo schooner, al momento della sua morte disponeva di appena 11 uomini in ciurma ed era pertanto in grado di compiere solo operazioni limitate. A corto di manodopera, Phillips ed i suoi uomini erano soliti minacciare i prigionieri che catturavano per indurli a firmare il contratto di pirateria con loro.
Ad ogni modo, Phillips risulta importante nella storia piratesca proprio per il regolamento che stese a bordo della sua nave, ristampato da Charles Johnson per il suo Storia generale dei pirati e giunto integro sino a noi. Solo tre altri regolamenti ci sono giunti completi (quello di Roberts, quello di John Gow ed un codice condiviso sia da Edward Low che da George Lowther). John Fillmore lasciò un resoconto scritto della vita a bordo della Revenge di Phillips che rappresenta ad oggi una fonte importantissima per l'età d'oro della pirateria, scritta direttamente da un testimone oculare.
Phillips fu anche un esempio significativo di pirata particolarmente attivo e che costruì autonomamente la propria carriera dopo aver militato nella ciurma di Anstis. Il fatto curioso è poi anche che Phillips nella sua carriera venne indotto alla pirateria da Anstis che divenne poi suo mentore, come pure era accaduto allo stesso Anstis che era stato catturato e indotto alla pirateria da Bartholomew Roberts, il quale a sua volta era stato catturato e indotto alla pirateria da Howell Davis, il quale a sua volta aveva seguito questa sorte dopo essere caduto prigioniero di Edward England.

### La bandiera di Phillips

La bandiera in uso a Phillips

Fillmore non menziona l'uso di una bandiera pirata personale per Phillips durante la presa della Dolphin. Ad ogni modo, la tradizione ci ha consegnato per Phillips una bandiera rossa in uso sino alla fine del 1723.
Il Boston News-Letter descrisse invece una bandiera in uso a Phillips come segue: "bandiera nera, con al centro uno scheletro, affiancato a sinistra da una clessidra e a destra da un cuore trafitto e sanguinante."